# Himberg (Schwäbische Alb)
Der Himberg (auch Hoher Berg, 853,8 m ü. NHN) ist ein Berg auf der südwestlichen Schwäbischen Alb bei Jungingen im Zollernalbkreis auf der Gemarkung der Burladingerer Stadtteile Starzeln und Killer sowie der Gemeinde Jungingen.

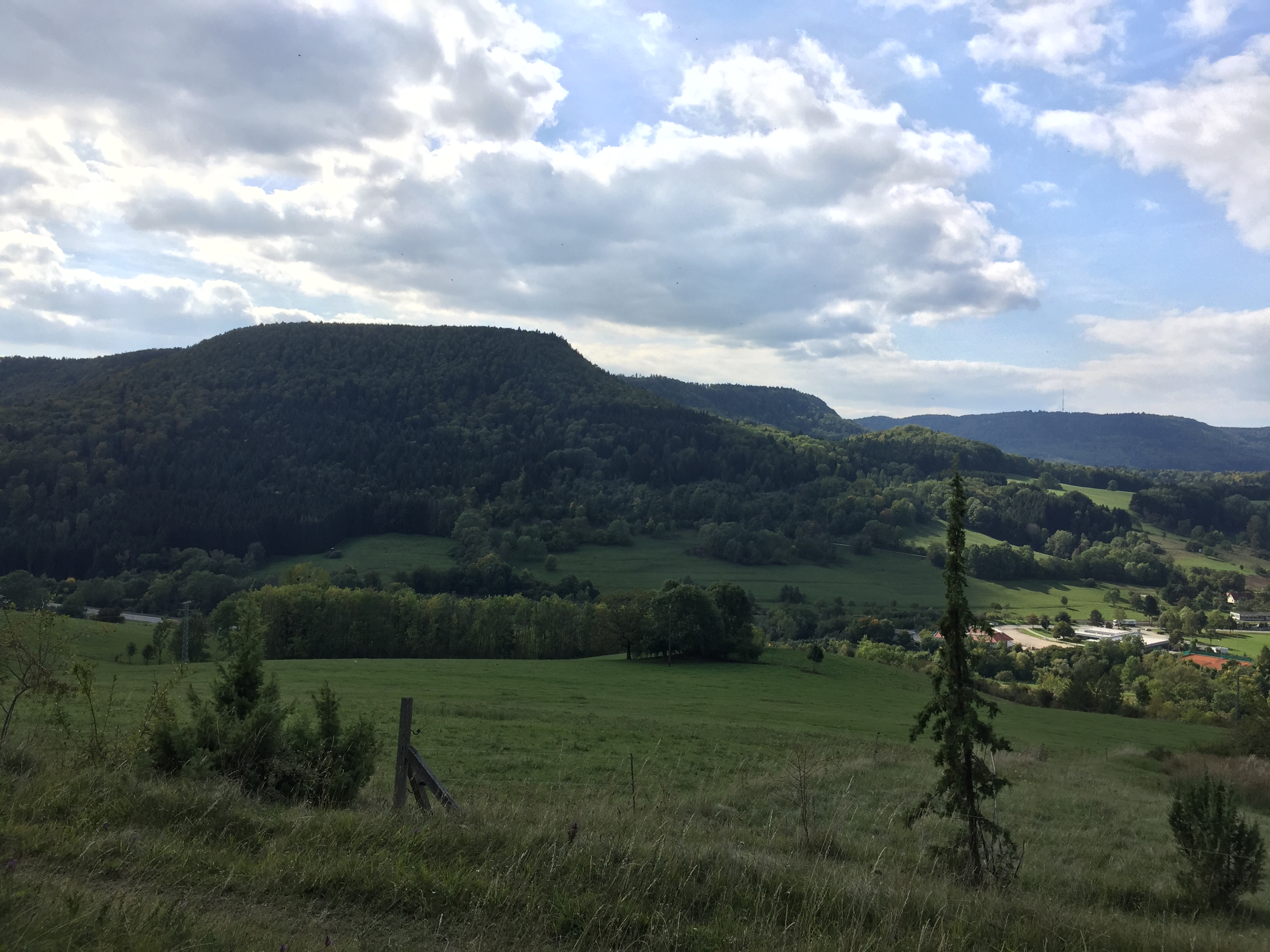
Blick vom Naturschutzgebiet Bürgle über das Killertal und Jungingen auf den Himberg

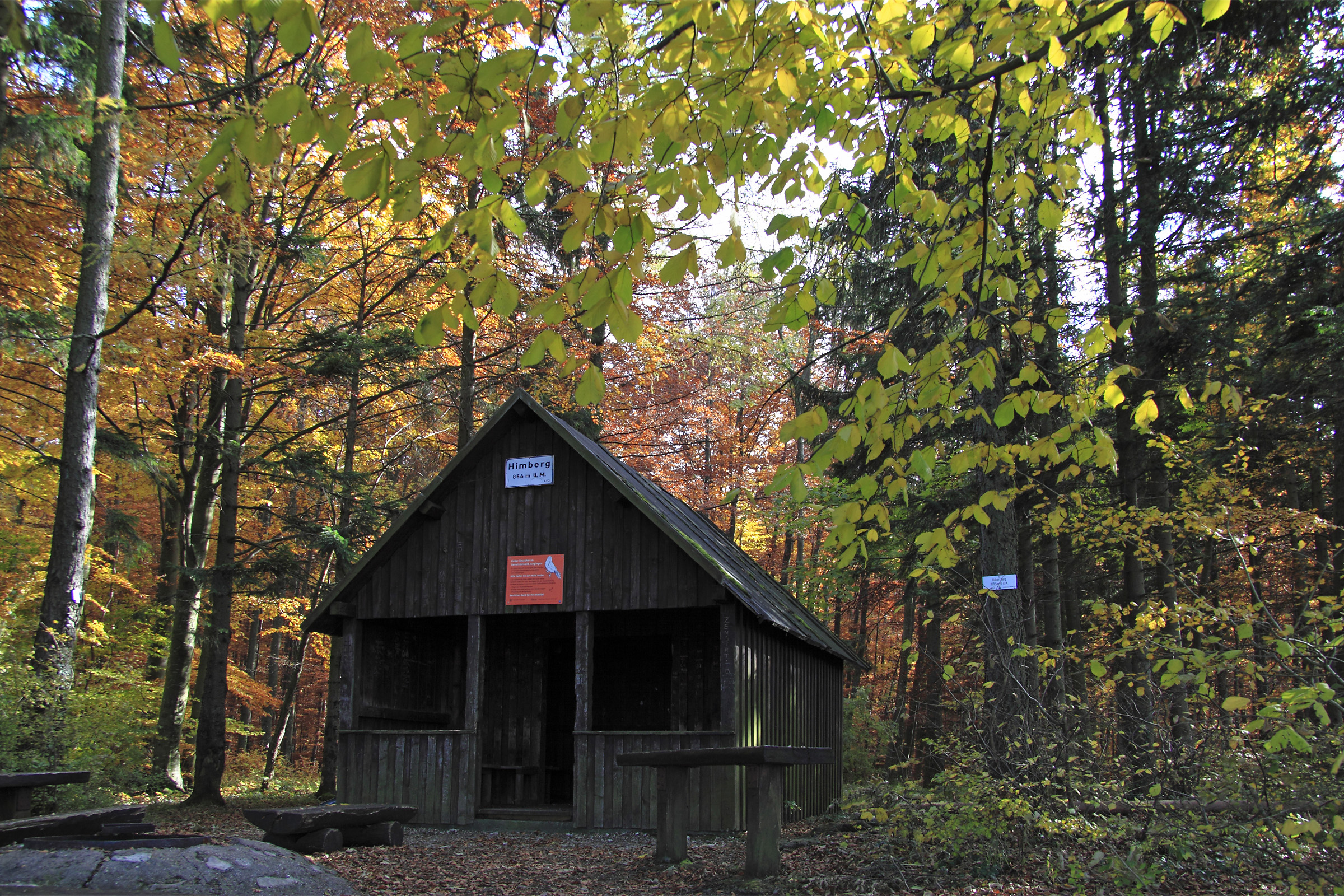
Schutzhütte am Aussichtspunkt Himberg

Der Berg liegt südlich von Jungingen am Albtrauf, dem Nordrand der Schwäbischen Alb über dem Killertal. Er ist über den Schwäbische-Alb-Nordrand-Weg von Jungingen aus erreichbar bzw. von Killer über einen Pfad von Südosten und von der Albhochfläche her über den Raichberg bei Albstadt-Onstmettingen. Der Aussichtspunkt am Albtrauf des Himbergs bietet einen Blick zum Dreifürstenstein, über das Killertal, zur Burg Hohenzollern und zum Raichberg.